# 라이디 솔로몬
라이디 솔로몬(Lydie Waï Solomon, 1982년~)은 프랑스의 피아노 연주자, 배우이다.프랑코계 루마니아인 아버지와 한국인 어머니 사이에서 태어났으며, 프랑스어와 한국어, 영어, 스페인어를 유창하게 구사하며 독일어와 이탈리아어에 대한 실무 지식도 갖추고 있다고 알려져있다.